# Edinburg (Dakota Północna)
Edinburg – miasto w Stanach Zjednoczonych, w stanie Dakota Północna, w hrabstwie Walsh.